# Nörten-Hardenberg
Nörten-Hardenberg é um município da Alemanha localizado no distrito de Northeim, estado de Baixa Saxônia.